# Урошевич, Слободан
Слобода́н Урошевич (серб. Слободан Урошевић; род. 15 апреля 1994, Белград) — сербский футболист, защитник.

## Клубная карьера
Слободан начал свою футбольную карьеру в клубе «Рад». Летом 2012 года защитник был отдан в аренду в «БАСК», выступавший в третьем футбольном дивизионе Сербии. За полгода в белградском клубе Урошевич провёл 13 матчей.
Вернувшись из аренды, Слободан дебютировал в составе «Рада» в игре Суперлиги Сербии против «Войводины». До конца сезона 2012/13 Урошевич провёл ещё один матч, отыграв 11 мая все 90 минут встречи с «Явором».
В сезоне 2013/14 Слободан стал чаще привлекаться к играм «Рада», приняв участие в 17 играх первенства. В августе 2014 года Урошевич перешёл в «Напредак». Первый матч в новой команде защитник провёл 9 августа против «Чукарички».
В июне 2023 года футболист перешёл в кипрский клуб «Арис», с которым заключил контракт на 2 года.

## Карьера в сборной
В составе сборной Сербии до 19 лет Слободан принимал участие в юношеском чемпионате Европы, ставшем для Сербии победным. Урошевич сыграл в 4 матчах своей команды на турнире, в том числе и в финале против сборной Франции.

## Достижения
Командные
«Партизан» Белград
- Обладатель Кубка Сербии (2): 2017/18, 2018/19

«Арис» Лимасол
- Обладатель Суперкубка Кипра: 2023

Сборные
Сербия (до 19 лет)
- Чемпион Европы среди юношей до (19 лет) (1): 2013